# Списак генерала и адмирала ЈНА: Ј
Списак генерала и адмирала Југословенске народне армије (ЈНА) чије презиме почиње на слово Ј, за остале генерале и адмирале погледајте Списак генерала и адмирала ЈНА.
- Филип Јадријевић (1922) генерал-мајор. Активна служба у ЈНА престала му је 1976. године.
- Радоман Јакић (1917—1984) генерал-потпуковник. Активна служба у ЈНА престала му је 1975. године.
- Иван Јакич (1913—1987) генерал-мајор. Активна служба у ЈНА престала му је 1964. године.
- Јосип Јакич (1921—2014) генерал-потпуковник. Активна служба у ЈНА престала му је 1979. године.
- Радослав Јакин (1924) генерал-мајор.
- Јоже Јакомин (1918—1985) генерал-потпуковник. Активна служба у ЈНА престала му је 1972. године.
- Павле Јакшић (1913—2005) генерал-пуковник. Активна служба у ЈНА престала му је 1962. године. Народни херој.
- Љубен Јандрејевски (1927—2009) генерал-мајор. Активна служба у ЈНА престала му је 1986. године.
- Душан Јандрић (1910) генерал-мајор. Активна служба у ЈНА престала му је 1964. године.
- Александар Јанић (1924—1991) генерал-потпуковник.
- Владо Јанић (1904—1991) генерал-пуковник. Активна служба у ЈНА престала му је 1960. године. Народни херој.
- Блажо Јанковић (1910—1996) генерал-пуковник. Активна служба у ЈНА престала му је 1965. године. Народни херој.
- Милорад Јанковић (1920—1996) генерал-пуковник. Активна служба у ЈНА престала му је 1978. године.
- Саво Јанковић (1935—1993) генерал-мајор.[б]
- Данило Јауковић (1918—1977) генерал-пуковник. Народни херој.
- Ђорђије Јауковић (1925—2017) генерал-мајор. Активна служба у ЈНА престала му је 1985. године.
- Фикрет Јахић генерал-потпуковник правне службе. Активна служба у ЈНА престала му је 1992. године.
- Милован Јегдић (1922—1986) генерал-мајор. Активна служба у ЈНА престала му је 1973. године.
- Станко Јелачин (1904—1960) генерал-мајор. Активна служба у ЈНА престала му је 1960. године.
- др Вацлав Јелинек (1883—1961) генерал-мајор. Активна служба у ЈНА престала му је 1946. године.
- Живомир Јеремић (1920—1979) генерал-мајор. Активна служба у ЈНА престала му је 1972. године.
- Бранко Јеркич (1925—2016) генерал-пуковник. Активна служба у ЈНА престала му је 1985. године.
- Мирослав Јеркич (1928) генерал-потпуковник.
- Мате Јерковић (1915—1980) адмирал. Активна служба у ЈНА престала му је 1975. године. Народни херој.
- Драго Јерман (1919—1998) генерал-мајор. Активна служба у ЈНА престала му је 1967. године. Народни херој.
- Ђоко Јованић (1917—2000) генерал-пуковник. Активна служба у ЈНА престала му је 1977. године. Народни херој.
- Александар Јовановић (1918—1990) генерал-мајор. Активна служба у ЈНА престала му је 1974. године.
- Арсо Јовановић (1907—1948) генерал-пуковник.[в]
- Богдан Јовановић (1918—2005) генерал-мајор. Активна служба у ЈНА престала му је 1964. године.
- Божидар Јовановић (1919—1998) генерал-потпуковник. Активна служба у ЈНА престала му је 1977. године. Народни херој.
- Бранко Јовановић (1927) генерал-мајор. Активна служба у ЈНА престала му је 1986. године.
- Васо Јовановић (1915—2013) генерал-пуковник. Активна служба у ЈНА престала му је 1975. године.
- Велибор Јовановић (1936) генерал-мајор.[г]
- Ђорђе Јовановић (1890—1964) ваздухопловнотехнички генерал-мајор. Активна служба у ЈНА престала му је 1952. године.[д]
- Ђуро Јовановић (1914) генерал-мајор. Активна служба у ЈНА престала му је 1965. године.
- Илија Јовановић (1914—1993) генерал-мајор. Активна служба у ЈНА престала му је 1968. године.
- Јефта Јовановић (1902—1967), генерал-мајор. Активна служба у ЈНА престала му је 1959. године.
- др Љубомир Јовановић (1908—1989) санитетски генерал-мајор. Активна служба у ЈНА престала му је 1972. године.
- Милан Јовановић (1920) генерал-мајор. Активна служба у ЈНА престала му је 1980. године.
- Мирко Јовановић (1923—1977) генерал-пуковник. Народни херој.
- Никодин Јовановић (1936) генерал-потпуковник.[ђ]
- Радивоје Јовановић (1918—2000) генерал-потпуковник. Активна служба у ЈНА престала му је 1959. Народни херој.
- Радмило Јовановић (1893—1961) санитетски генерал-мајор. Активна служба у ЈНА престала му је 1958. године.
- Станимир Јовановић (1921) генерал-мајор. Активна служба у ЈНА престала му је 1977. године.
- Томислав Јовановић (1935—1992) генерал-потпуковник.[е]
- Живко Јовановски (1923—2017) генерал-мајор. Активна служба у ЈНА престала му је 1980. године.
- Радослав Јовић Мишко (1921—1987) генерал-потпуковник авијације. Активна служба у ЈНА престала му је 1979. године.
- Славко Јовић (1930—1999) генерал-мајор. Активна служба у ЈНА престала му је 1991. године.
- Нико Јовићевић (1908—1988) генерал-потпуковник. Активна служба у ЈНА престала му је 1963. године.
- Георгије Јовичић (1927—2011) генерал-потпуковник. Активна служба у ЈНА престала му је 1984. године.
- Војислав Јововић (1915—2002) генерал-потпуковник. Активна служба у ЈНА престала му је 1973. године.
- Игњатије Јока (1912—1989) генерал-мајор. Активна служба у ЈНА престала му је 1965. године.
- Милан Јока (1922—1991) генерал-потпуковник. Активна служба у ЈНА престала му је 1980. године. Народни херој.
- Љубивоје Јокић (1931—2013) адмирал. Активна служба у ЈНА престала му је 1991. године.
- Миодраг Јокић (1935—2022), вице-адмирал.[ж]
- Вукоман Јоксимовић (1932) генерал-мајор. Активна служба у ЈНА престала му је 1991. године.
- Саво Јоксимовић (1913—1980) генерал-пуковник. Активна служба у ЈНА престала му је 1973. године. Народни херој.
- Бранислав Јоксовић (1920—1986) генерал-пуковник. Активна служба у ЈНА престала му је 1980. године.
- Рудолф Јонтовић (1919—1993) генерал-пуковник. Активна служба у ЈНА престала му је 1977. године.
- Аугустин Јукић (1922) генерал-пуковник. Активна служба у ЈНА престала му је 1982. године.
- Антон Јуричић (1928—2011) генерал-мајор. Активна служба у ЈНА престала му је 1987. године.
- Звонко Јурјевић (1934) генерал-пуковник авијације. Активна служба у ЈНА престала му је 1992. године.